# Kanton Aurillac-3
Aurillac-3 is een kanton van het Franse departement Cantal. Het kanton maakt deel uit van het arrondissement Aurillac.
Het kanton omvat uitsluitend een deel van de gemeente Aurillac.
Door de herindeling van de kantons bij decreet van 13 februari 2014 met uitwerking op 22 maart 2015 werd de gemeente Aurillac herverdeeld over 3 in plaats van 4 kantons.